# Elsje Finck-Sanichar College COVAB
Het Elsje Finck-Sanichar College COVAB (EFS College COVAB) is een Surinaamse opleiding voor verpleegkundigen en aanverwante beroepen. Het staat aan de Flustraat in Paramaribo.
Het valt onder het ministerie van Volksgezondheid.
De opleiding werd op 1 september 1982 opgericht en heette aanvankelijk de Centrale Opleiding Verpleegkundigen en Aanverwante Beroepen (COVAB).
Het college biedt sinds de oprichting opleidingsprogramma's op middelbaar beroepsonderwijs-niveau. Om in te stromen moet minimaal het mulo zijn afgerond. Sinds juni 2016 biedt het ook verpleegkundige opleidingen op hoger beroepsonderwijs-niveau. Het college werd in 2018 geaccrediteerd door het Nationaal Orgaan voor Accreditatie (Nova).
De opleiding kende in 2017 een instroom van 1100 nieuwe leerlingen. In november 2018 stroomden de eerste verpleegkundigen met een bachelor-graad uit.
Naamgeefster Elsje Finck-Sanichar was verpleegster en klom op tot directrice van de Opleiding Ziekenverzorging in Suriname, vermoedelijk een voorganger uit de jaren zestig en zeventig van de 20e eeuw van het college.
In oktober 2024 kreeg het instituut een donatie van medische apparatuur voor de praktijklessen met een waarden van ruim 186.000 US$ van Zuid-Korea.